# Ecuación de Monod
La ecuación de Monod es un modelo matemático para el crecimiento de microorganismos. Lleva el nombre de Jacques Monod, quien propuso usar una ecuación de esta forma para relacionar las tasas de crecimiento microbiano en un ambiente acuoso con la concentración de un nutriente limitante. La ecuación de Monod tiene la misma forma que la ecuación de Michaelis-Menten, pero se diferencia en que es empírica, mientras que la última se basa en consideraciones teóricas.
La ecuación de Monod se usa comúnmente en ingeniería ambiental. Por ejemplo, se utiliza en el modelo de lodo activado para el tratamiento de aguas residuales.

## Ecuación
La ecuación de Monod es:
```

  

    

      

        
μ

        
=

        

          
μ

          

            
max

          

        

        

          

            
S

            

              

                
K

                

                  
s

                

              

              
+

              
S

            

          

        

      

    

    
{\displaystyle \mu =\mu _{\max }{S \over K_{s}+S}}

  

```

donde:

La tasa de crecimiento específica μ en función de la concentración de sustrato S.

- μ es la tasa de crecimiento específica de los microorganismos
- μmax es la tasa de crecimiento específica máxima de los microorganismos
- S es la concentración del sustrato limitante para el crecimiento.
- Ks es la "constante de media velocidad": el valor de S cuando μ/μmax = 0.5

μmax y Ks son coeficientes empíricos de la ecuación de Monod. Difieren entre especies y en función de las condiciones ambientales.